# Lars Cramer
Lars Gramstad Cramer (Drammen, 25 maggio 1991) è un ex calciatore norvegese, di ruolo portiere.

## Carriera

### Club

#### Gli inizi
Cramer ha giocato per lo Strømsgodset a partire dal 2007. Ad agosto 2009, è passato in prestito al Drammen. Nel 2010, è stato ceduto con la medesima formula all'Asker, formazione all'epoca militante nella 2. divisjon: con questa maglia, ha vinto il campionato e si è guadagnato la promozione nella 1. divisjon. In vista del campionato 2011, quindi, lo Strømsgodset lo ha lasciato in prestito all'Asker fino all'estate.
Il 1º agosto 2011, ha fatto rientro allo Strømsgodset. Il 2 ottobre successivo, ha avuto modo di debuttare nell'Eliteserien: è stato infatti schierato titolare nella sconfitta per 1-0 sul campo dell'Odd Grenland. È rimasto in forza allo Strømsgodset fino all'inizio dell'campionato 2013.

#### Kalmar
Il 28 marzo 2013, Cramer è stato ufficialmente acquistato dagli svedesi del Kalmar, formazione a cui si è legato con un contratto triennale. È stato subito inserito nella lista dei convocati per la partita successiva contro il Syrianska. Non è stato però schierato in campo.
Nell'estate 2013, è diventato il portiere titolare del Kalmar per via della cessione di Etrit Berisha alla Lazio. Ha debuttato così nell'Allsvenskan in data 15 settembre, schierato in campo nel pareggio a reti inviolate in casa dell'AIK.

#### Aalesund
L'8 gennaio 2016, Cramer è stato ufficialmente ingaggiato dall'Aalesund. Ha esordito in squadra il 23 aprile successivo, schierato titolare nella vittoria per 3-4 sul campo dell'Herd, in una sfida valida per il primo turno del Norgesmesterskapet. Ha totalizzato 4 apparizioni in stagione, tra campionato e coppa nazionale, subendo 11 reti. L'11 novembre 2016 ha rescisso l'accordo con l'Aalesund, per concentrarsi sui suoi studi di medicina.

#### Brann
L'8 settembre 2017, il Brann ha reso noto l'ingaggio di Cramer, per ovviare agli infortuni subiti dai portieri in rosa: il giocatore si è legato al club con un contratto valido fino al termine della stagione.

### Nazionale
Cramer ha vestito le maglie delle rappresentative Under-19, Under-21 e Under-23 della Norvegia. Ha esordito in Under-21 in occasione della sfida amichevole contro il Portogallo, conclusasi con un pareggio per 1-1.

## Statistiche

### Presenze e reti nei club
Statistiche aggiornate al 1º gennaio 2018.
| Stagione            | Club                | Campionato          | Campionato | Campionato | Coppe nazionali | Coppe nazionali | Coppe nazionali | Coppe continentali | Coppe continentali | Coppe continentali | Supercoppe | Supercoppe | Supercoppe | Totale | Totale |
| Stagione            | Club                | Comp                | Pres       | Reti       | Comp            | Pres            | Reti            | Comp               | Pres               | Reti               | Comp       | Pres       | Reti       | Pres   | Reti   |
| ------------------- | ------------------- | ------------------- | ---------- | ---------- | --------------- | --------------- | --------------- | ------------------ | ------------------ | ------------------ | ---------- | ---------- | ---------- | ------ | ------ |
| 2007                | Strømsgodset        | ES                  | 0          | 0          | CN              | 0               | 0               | -                  | -                  | -                  | -          | -          | -          | 0      | 0      |
| 2008                | Strømsgodset        | ES                  | 0          | 0          | CN              | 0               | 0               | -                  | -                  | -                  | -          | -          | -          | 0      | 0      |
| gen.-ago. 2009      | Strømsgodset        | ES                  | 0          | 0          | CN              | 0               | 0               | -                  | -                  | -                  | -          | -          | -          | 0      | 0      |
| ago.-dic. 2009      | Drammen             | 3D                  | ?          | -?         | CN              | -               | -               | -                  | -                  | -                  | -          | -          | -          | ?      | -?     |
| 2010                | Asker               | 2D                  | ?          | -?         | CN              | ?               | -?              | -                  | -                  | -                  | -          | -          | -          | ?      | -?     |
| gen.-ago. 2011      | Asker               | 1D                  | 17         | -?         | CN              | 1               | -2              | -                  | -                  | -                  | -          | -          | -          | 18     | -?     |
| Totale Asker        | Totale Asker        | Totale Asker        | 17+        | -?         |                 | 1+              | -?              |                    | -                  | -                  |            | -          | -          | 18+    | -?     |
| ago.-dic. 2011      | Strømsgodset        | ES                  | 1          | -1         | CN              | 0               | 0               | UEL                | 0                  | 0                  | -          | -          | -          | 0      | 0      |
| 2012                | Strømsgodset        | ES                  | 1          | -1         | CN              | 2               | 0               | -                  | -                  | -                  | -          | -          | -          | 3      | -1     |
| gen.-mar. 2013      | Strømsgodset        | ES                  | 0          | 0          | CN              | 0               | 0               | UEL                | 0                  | 0                  | -          | -          | -          | 0      | 0      |
| Totale Strømsgodset | Totale Strømsgodset | Totale Strømsgodset | 2          | -2         |                 | 2               | 0               |                    | 0                  | 0                  |            | -          | -          | 4      | -2     |
| mar.-dic. 2013      | Kalmar              | A                   | 8          | -7         | CS              | 1               | -1              | -                  | -                  | -                  | -          | -          | -          | 9      | -8     |
| 2014                | Kalmar              | A                   | 22         | -28        | CS              | 0               | 0               | -                  | -                  | -                  | -          | -          | -          | 22     | -28    |
| 2015                | Kalmar              | A                   | 19         | -24        | CS              | 1               | -1              | -                  | -                  | -                  | -          | -          | -          | 20     | -25    |
| Totale Kalmar       | Totale Kalmar       | Totale Kalmar       | 49         | -59        |                 | 2               | -2              |                    | -                  | -                  |            | -          | -          | 51     | -61    |
| 2016                | Aalesund            | ES                  | 2          | -7         | CN              | 2               | -4              | -                  | -                  | -                  | -          | -          | -          | 4      | -11    |
| set.-dic. 2017      | Brann               | ES                  | 0          | 0          | CN              | -               | -               | UEL                | -                  | -                  | SN         | -          | -          | 0      | 0      |
| Totale              | Totale              | Totale              | 72+        | -?         |                 | 7+              | -?              |                    | 0                  | 0                  |            | -          | -          | 77+    | -?     |

## Palmarès

### Club

#### Competizioni nazionali
- Campionato norvegese: 1

2013
- 2. divisjon: 1

Asker: 2010 (gruppo 1)